# HMS Dreadnought (1906)
HMS Dreadnought là một thiết giáp hạm của Hải quân Hoàng gia Anh Quốc vốn đã làm cuộc cách mạng về sức mạnh hải quân. Việc đưa nó vào hoạt động năm 1906 đánh dấu một bước tiến bộ đáng kể trong kỹ thuật hải quân khiến tên nó trở nên gắn liền với cả một thế hệ thiết giáp hạm mới, "dreadnought", cũng như của lớp tàu đặt tên theo nó. Thế hệ thiết giáp hạm trước đó mà nó khiến trở nên lạc hậu được biết đến dưới tên gọi thiết giáp hạm tiền-dreadnought. Nó là chiếc tàu chiến thứ sáu của Hải quân Hoàng gia mang cái tên này.
Đô đốc Sir John "Jacky" Fisher, Thứ trưởng của Bộ Hải quân Anh, được ghi nhận là cha đẻ của Dreadnought. Không lâu sau khi nhậm chức, ông ra lệnh nghiên cứu các thiết kế một thiết giáp hạm chỉ trang bị thuần túy pháo chính 12 inch (305 mm) và một tốc độ 21 hải lý trên giờ (39 km/h; 24 mph). Ông thành lập một "Ủy ban Thiết kế" để đánh giá các phương án thiết kế và giúp vào việc thiết kế chi tiết. Một lợi ích phụ của Ủy ban là nó sẽ bảo vệ cho ông và Bộ Hải quân trước những công kích chính trị, cho rằng họ không tham khảo các chuyên gia hàng đầu trước khi thiết kế ra một thiết giáp hạm khác biệt đáng kể như vậy.
Dreadnought là thiết giáp hạm đầu tiên trong thời đại của nó có một dàn pháo chính đồng nhất, hơn là một số ít pháo cỡ lớn bổ sung với nhiều khẩu pháo nhỏ hơn. Nó cũng là chiếc tàu chiến chủ lực đầu tiên vận hành bằng turbine hơi nước, khiến nó trở thành thiết giáp hạm nhanh nhất thế giới vào lúc nó hoàn tất. Việc hạ thủy nó đã kích thích một cuộc chạy đua vũ trang hải quân, khi các thế lực hải quân khắp thế giới, đặc biệt là Hải quân Đế quốc Đức đổ xô chạy theo trong việc chế tạo dreadnought, là một trong những nguyên nhân sâu xa của Chiến tranh Thế giới thứ nhất.
Dreadnought không tham gia bất kỳ trận hải chiến nào trong Thế Chiến I. Nó đang được tái trang bị vào lúc diễn ra trận Jutland vào năm 1916, là lần duy nhất mà các thiết giáp hạm dreadnought Anh nổ súng vào đối thủ tương ứng Đức trong chiến tranh. Nó trở thành thiết giáp hạm duy nhất trong lịch sử từng đánh chìm một tàu ngầm vào năm 1915, khi nó húc vào U-29 trong lúc chiếc này bất ngờ nổi lên sau khi phóng ngư lôi vào một thiết giáp hạm khác. Sau trận Jutland, Dreadnought được đưa về nhiệm vụ phòng thủ duyên hải tại eo biển Manche; gia nhập trở lại Hạm đội Grand vào năm 1918, nhưng được đưa về lực lượng dự bị năm 1919 và bị bán để tháo dỡ hai năm sau đó.

### Bối cảnh

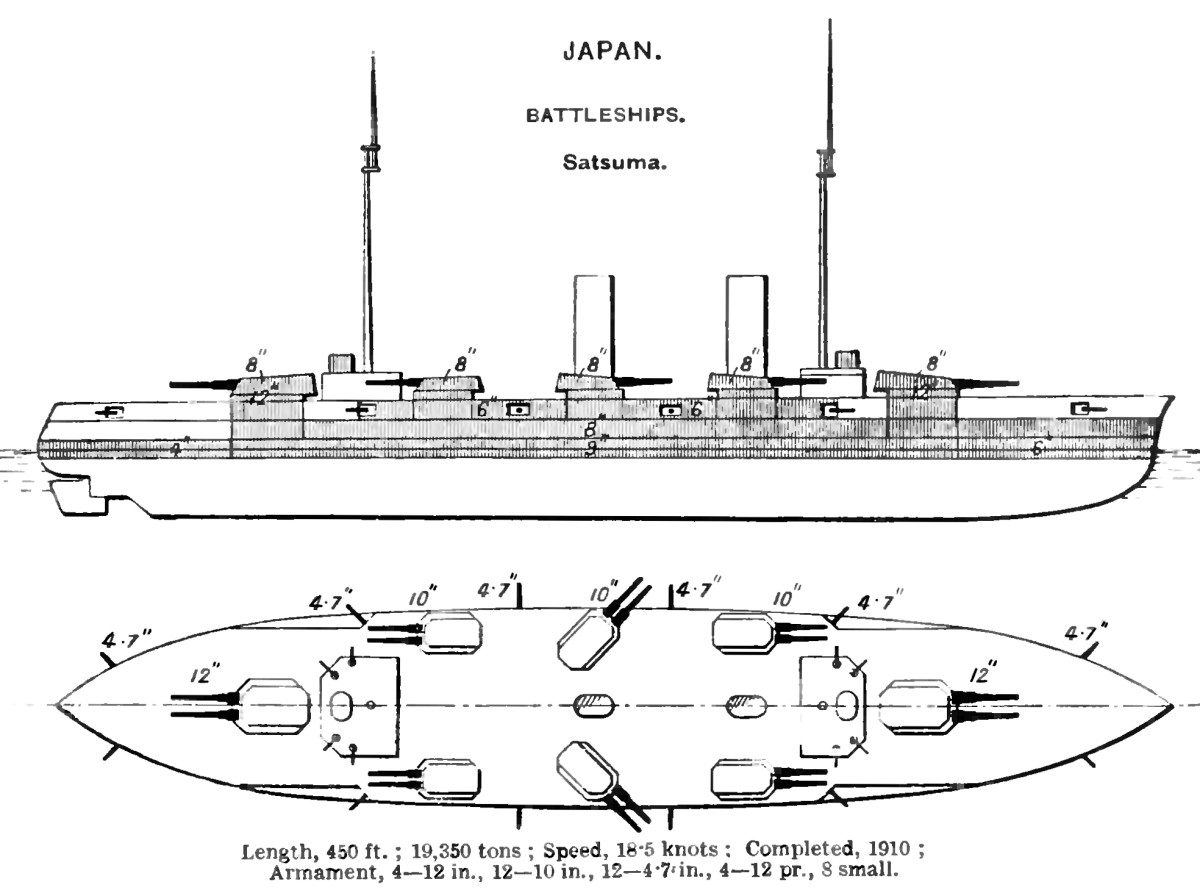
Thiết giáp hạm Nhật Bản "bán-dreadnought" Satsuma

## Mô tả

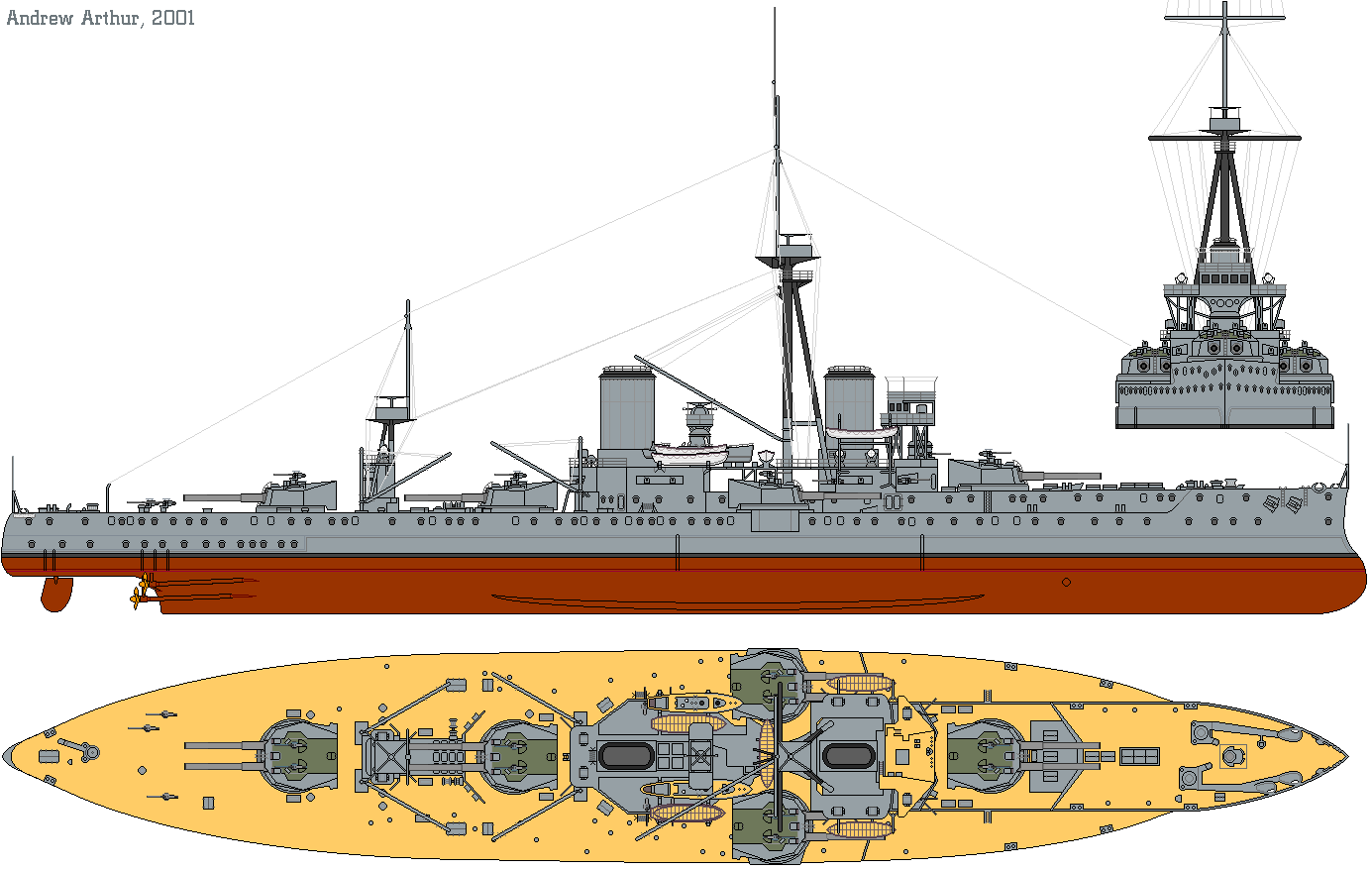
Hình 3 chiều HMS Dreadnought vào năm 1911, sau khi bổ sung pháo QF 12 pounder

### Vũ khí

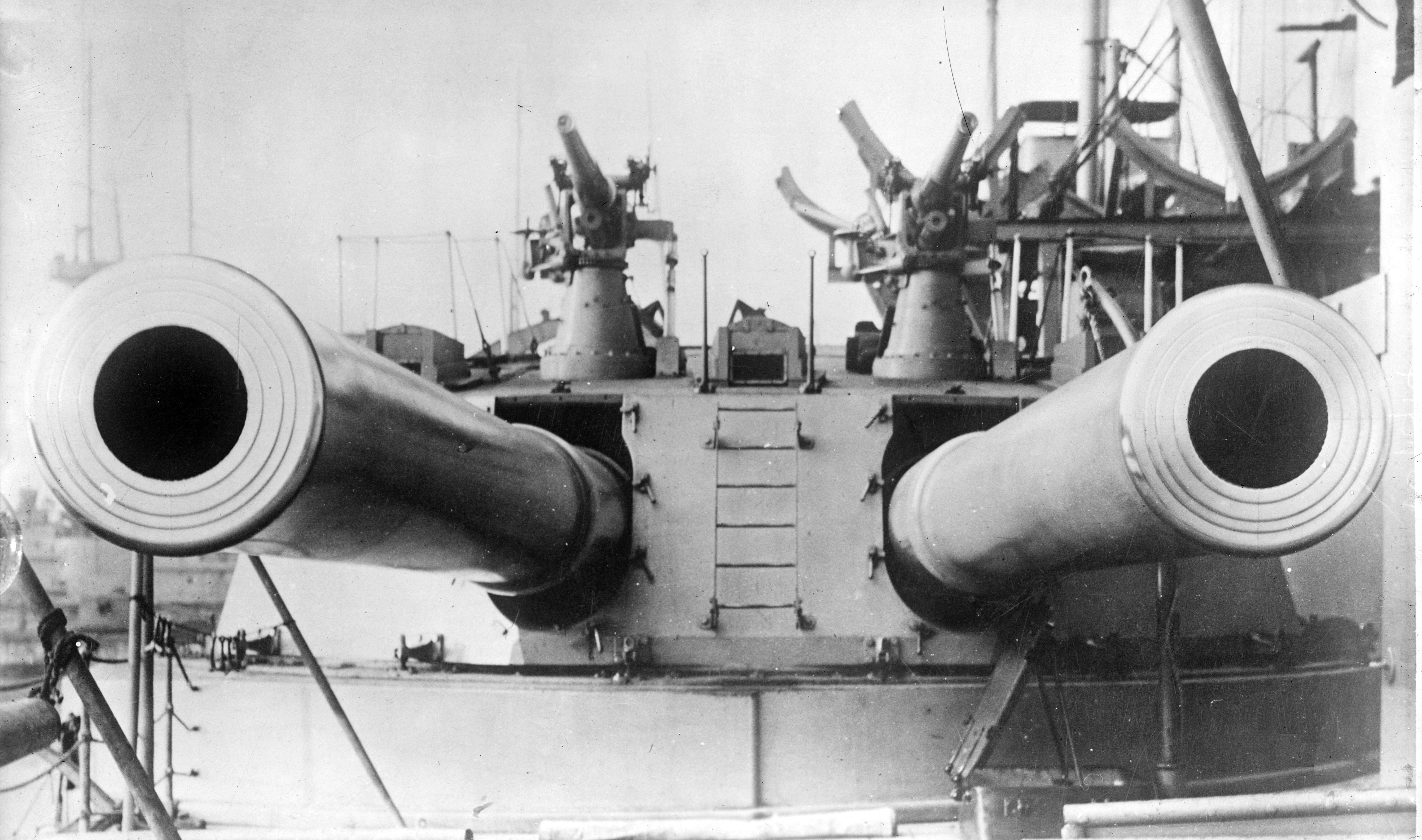
Tháp pháo nòng đôi 12-inch Mk X. Hai pháo hạng hai QF 12-pounder để phòng thủ chống tàu phóng lôi được đặt trên nóc tháp pháo.

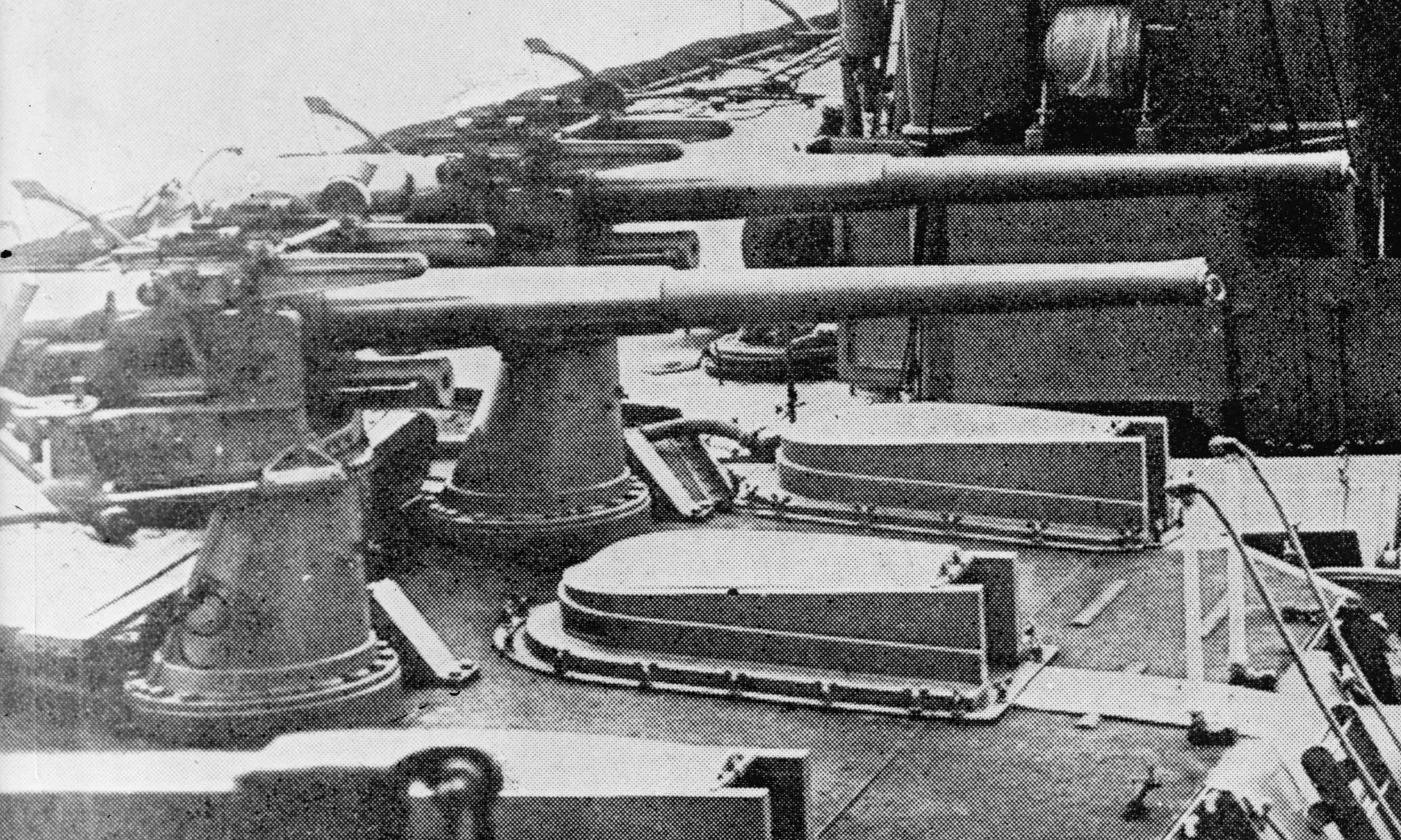
Pháo hạng hai QF 12-pounder trên tháp pháo "X", lưu ý vòm quan sát trên nóc tháp pháo.

## Chế tạo và chạy thử máy

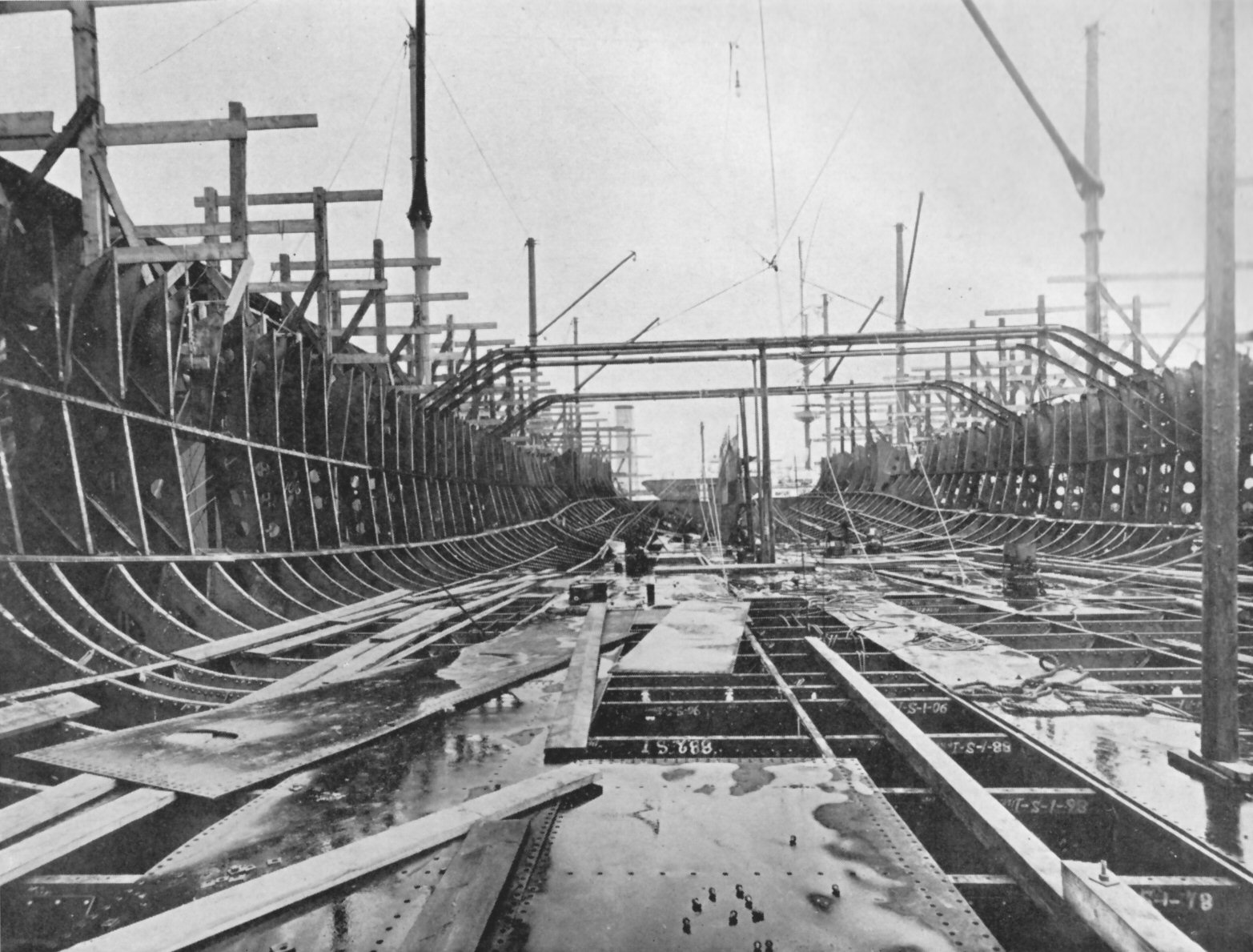
Dreadnought hai ngày sau khi đặt lườn. Hầu hết các khung bên dưới đã được đặt cùng một ít xà ngang nâng đỡ sàn bọc thép.